# Ros Beiaardroute
Ros Beiaardroute is een fietsroute in de streek van Dendermonde, Aalst, Opwijk en Buggenhout die deels langs de oevers van de Dender en Schelde loopt. De route is 50 km lang. De route begint officieel op de Grote Markt van Dendermonde, waar de plaatselijke toeristische dienst gevestigd is. De route is aangeduid met de wegwijzers.
De naam van de route komt van het Ros Beiaard, een mythisch paard dat centraal staat in de Dendermondse folklore.

## Route
Dendermonde (Grote Markt) – Denderbelle (Kerk) – Wieze – Baardegem – Opwijk – Peizegem – Buggenhout-bos – Vlassenbroek (polder en gehucht) – Dendermonde.

## Bezienswaardigheden langs de route
Langs de route zijn onder andere de volgende bezienswaardigheden te vinden:
- Stadhuis van Dendermonde
- Kerk van Denderbelle
- Boskapel
- Gehucht Vlassenbroek met kerkje